# Instituto Superior Técnico
L'Instituto Superior Técnico (IST, noto anche come Tecnico Lisboa) è un istituto di ingegneria in Portogallo. L'IST appartiene a livello organizzativo all'Università di Lisbona.

## Storia
L'IST ebbe come suo antesignano l'Instituto Industrial e Comercial de Lisboa, creato con decreto del 1852 da Fontes Pereira de Melo. Nel 1869 tale istituto venne accorpato alla Escola de Comércio, dando vita all'Instituto Industrial e Comercial de Lisboa.
Alfredo Bensaúde, dal 1884 docente di mineralogia presso l'Instituto Industrial e Comercial de Lisboa, propose nel 1892 l'introduzione di alcune riforme nell'insegnamento tecnico superiore portoghese, seguendo il modello didattico tedesco. Tali progetti vennero tuttavia scartati dalle autorità dell'epoca, ma vennero ripresi in seguito alla proclamazione della repubblica da Manuel de Brito Camacho, ministro do Fomento (competente nell'ambito delle opere pubbliche, del commercio e dell'industria) nel nuovo governo provvisorio presieduto da Teófilo Braga.
In questo contesto si inserisce la nascita dell'IST, avvenuta nel 1911. Essa si concretizzò a seguito della scissione, decretata dal governo, dell'ex Instituto Industrial e Comercial de Lisboa in due distinte entità, ovvero l'Instituto Superior Técnico e l'Instituto Superior de Comércio (odierno Instituto Superior de Economia e Gestão). 
Quale primo direttore dell'IST venne nominato lo stesso Alfredo Bensaúde. I corsi offerti dall'IST comprendevano: estrazione mineraria, edilizia, meccanica, ingegneria elettrica e chimica industriale.
Nel 1930 venne fondata l'Università Tecnica di Lisbona e l'IST entrò a far parte di questa istituzione, all'interno della quale sarebbe rimasto sino al 2013, anno in cui è entrato a far parte dell'Università di Lisbona.
In Portogallo, tra il 1952 e il 1972, furono creati dodici centri di formazione, tre dei quali ospitati all'interno dell'IST (chimica, mineralogia e geologia, più tardi anche elettronica). 
Nel 2001, l'IST ha inaugurato un nuovo campus all'interno del parco tecnologico Taguspark ad Oeiras. 
Dal 2006, l'istituto ha implementato nei propri programmi accademici le linee guida delineate dalla riforma dell'istruzione superiore europea, il processo di Bologna.

## Struttura
L'istituto è organizzato nei seguenti dipartimenti:
- Bioingegneria
- Fisica
- Ingegneria chimica
- Ingegneria civile, ambientale e architettura
- Ingegneria elettrica e computazionale
- Ingegneria gestionale
- Ingegneria informatica
- Ingegneria meccanica
- Ingegneria e scienze nucleari
- Matematica

### Campus
L'istituto dispone di tre campus:
- Alameda, nella freguesia di Areeiro a Lisbona. Costruito tra il 1927 ed il 1937 sotto la direzione dell'ingegnere Duarte Pacheco su progetto dell'architetto Porfírio Pardal Monteiro.
- Taguspark, nella freguesia di Porto Salvo ad Oeiras.
- Tecnológico e Nuclear, nella freguesia di Bobadela a Loures. Comprendeva le strutture dell'unico reattore nucleare del Portogallo, costruito con sola finalità di ricerca scientifica nel 1961 e smantellato nel 2019.

## Alumni
- Alfredo Nobre da Costa
- Maria de Lourdes Pintasilgo
- António Guterres
- Carlos Moedas

## Galleria d'immagini

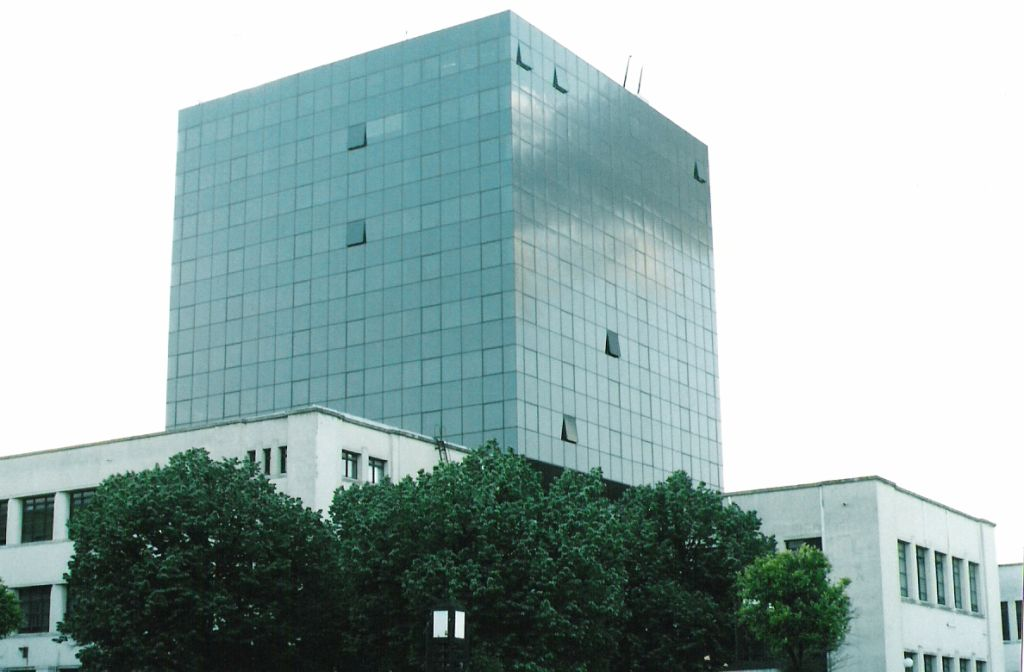
Vista della Torre Norte
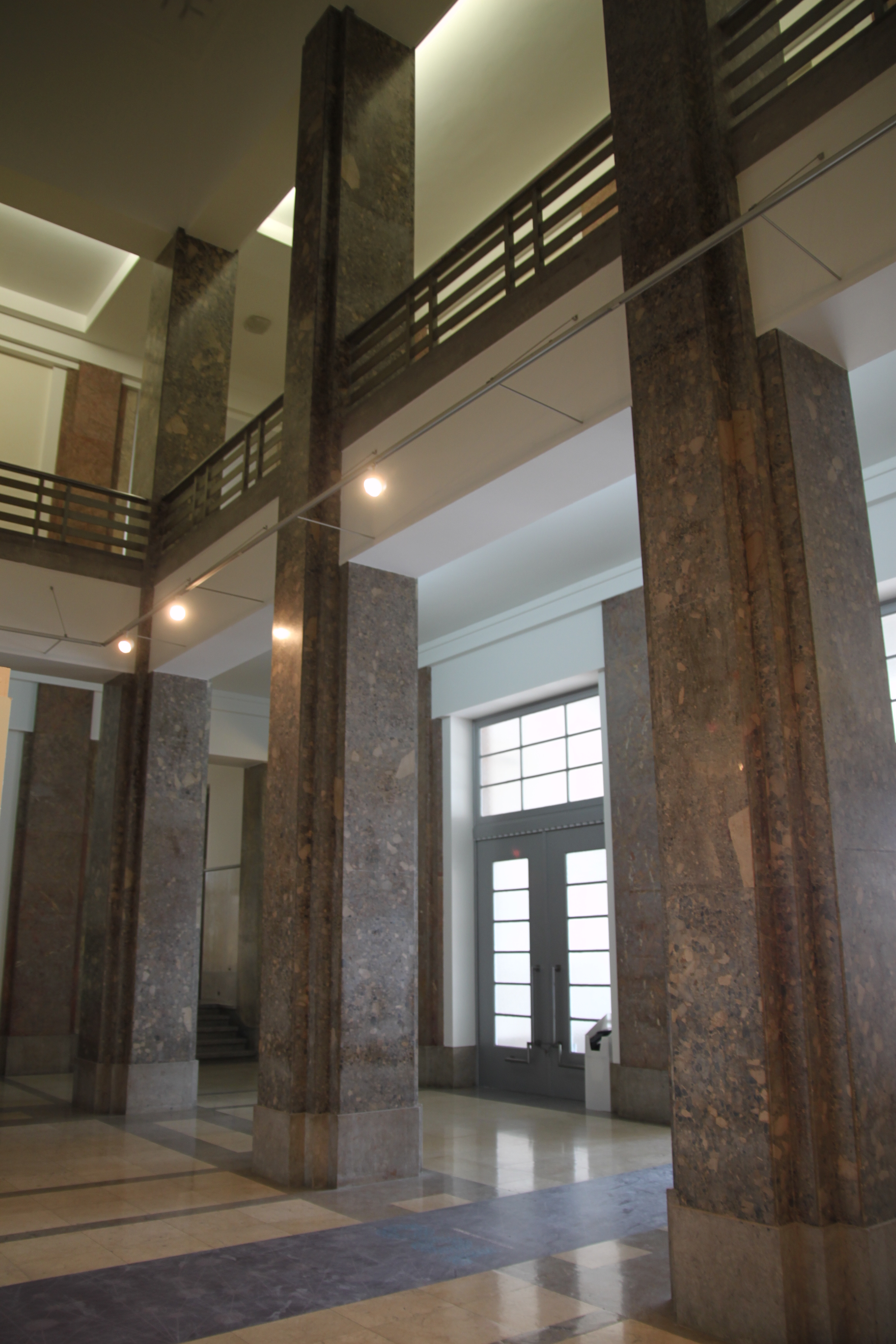
Atrio del padiglione centrale dell'IST, campus di Alameda
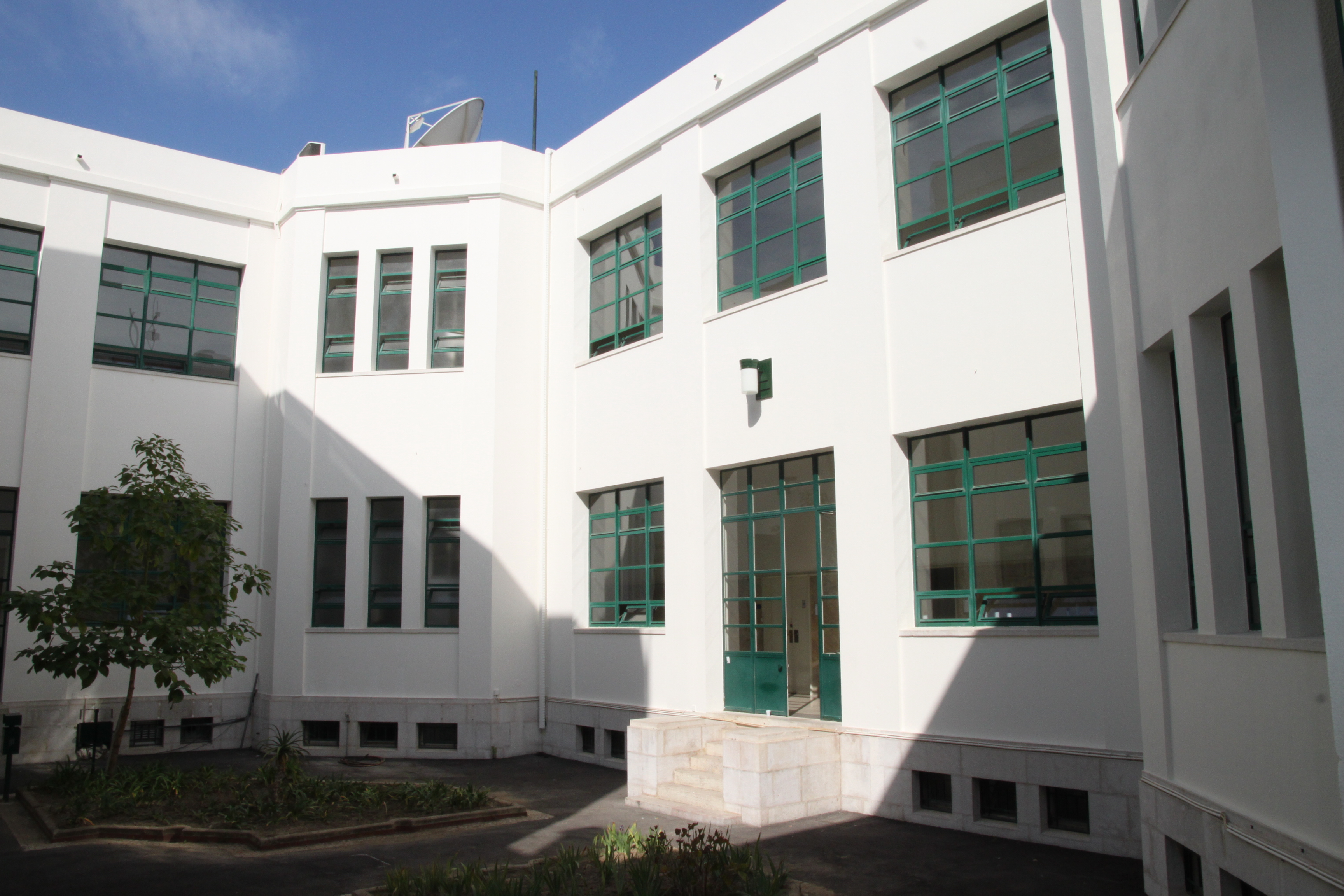
Una delle terrazze interne del Padiglione Centrale nel campus di Alameda
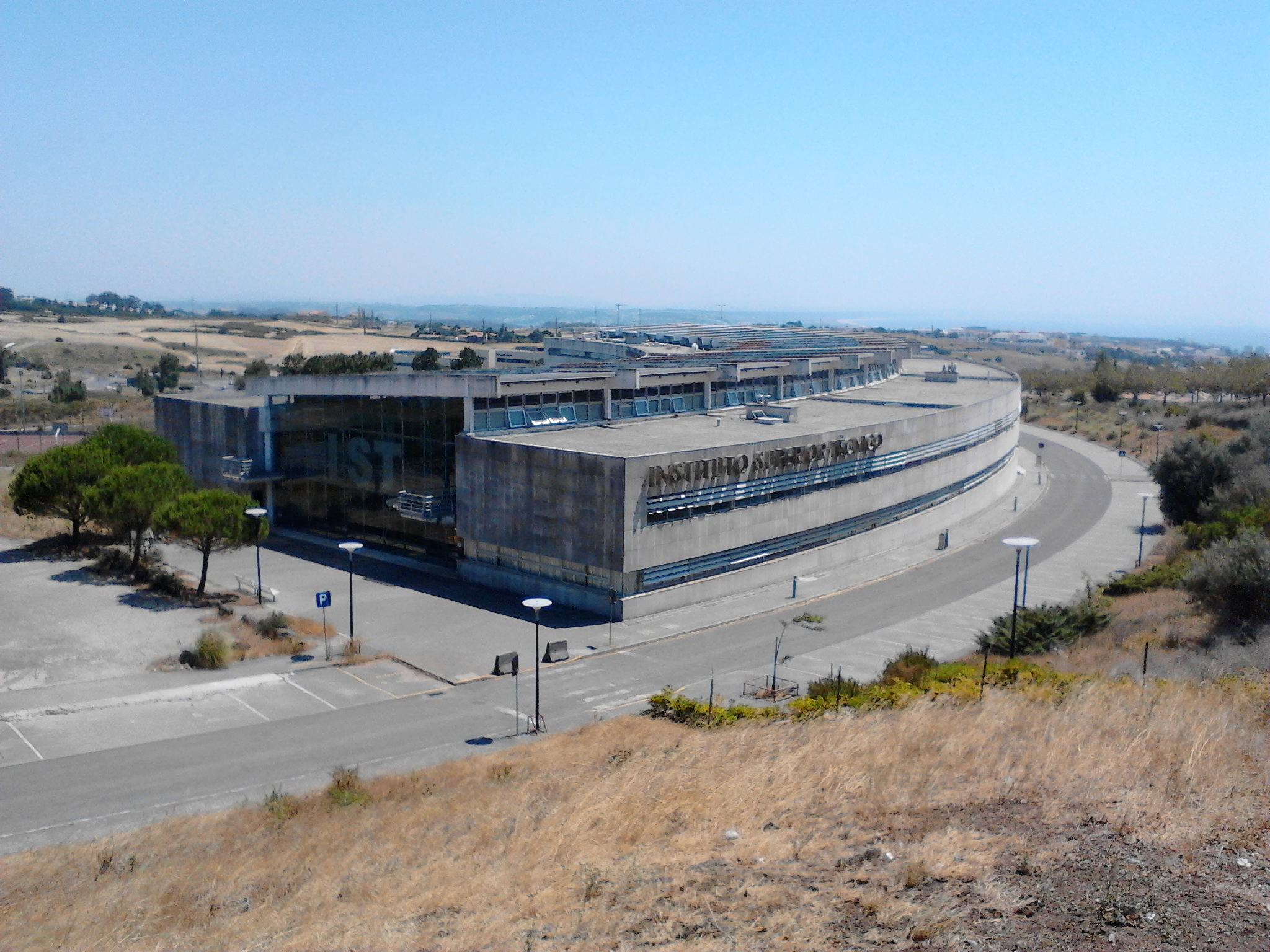
Campus dell'IST all'interno del Taguspark